# Sonique
Sonia Marina Clarke  (Londres, 21 de junho de 1965),  mais conhecida por seu nome artístico Sonique, é uma cantora, musicista e DJ britânica.  Ela chamou a atenção do público como membro da banda de dance S'Express durante o início dos anos 1990, mas alcançou maior sucesso como artista solo no início até meados dos anos 2000. Durante este período, ela alcançou sucessos com "It Feels So Good", "Sky", "I Put a Spell on You" e "Can't Make Up My Mind" e ganhou o prêmio BRIT de 2001 para artista solo feminina britânica.

## Discografia

### Singles
| Título | Ano  | Posições nas tabelas musicais | Posições nas tabelas musicais | Posições nas tabelas musicais | Posições nas tabelas musicais | Posições nas tabelas musicais | Posições nas tabelas musicais | Posições nas tabelas musicais | Posições nas tabelas musicais | Posições nas tabelas musicais | Posições nas tabelas musicais | Certificações                                                                                      | Album            |
| Título | Ano  | UK                            | AUT                           | FRA                           | GER                           | IRE                           | NOR                           | NZ                            | SWE                           | SWI                           | US                            | Certificações                                                                                      | Album            |
| --- | ---- | ----------------------------- | ----------------------------- | ----------------------------- | ----------------------------- | ----------------------------- | ----------------------------- | ----------------------------- | ----------------------------- | ----------------------------- | ----------------------------- | -------------------------------------------------------------------------------------------------- | ---------------- |
| "Let Me Hold You"                                                                                         | 1985 | 99                            | –                             | –                             | –                             | –                             | –                             | –                             | –                             | –                             | −                             | |                  |
| "I Put a Spell on You"[A]                                                                                 | 1998 | 36                            | −                             | −                             | −                             | —                             | −                             | −                             | −                             | –                             | −                             | | Hear My Cry      |
| "It Feels So Good"[B]                                                                                     | 1998 | 24                            | –                             | –                             | –                             | –                             | –                             | –                             | –                             | –                             | −                             | | Hear My Cry      |
| "It Feels So Good" (re-release)                                                                           | 2000 | 1                             | 2                             | 8                             | 2                             | 2                             | 1                             | 7                             | 3                             | 2                             | 8                             | - BPI: Platina - BVMI: Ouro - IFPI NOR: Platina - IFPI SWE: Platina - IFPI SWI: Ouro - SNEP: Prata | Hear My Cry      |
| "Sky" | 2000 | 2                             | 8                             | 22                            | 11                            | 10                            | 6                             | 48                            | 13                            | 18                            | −                             | | Hear My Cry      |
| "I Put a Spell on You" (re-release)                                                                       | 2000 | 8                             | –                             | –                             | 70                            | 18                            | –                             | –                             | 28                            | 44                            | −                             | | Hear My Cry      |
| "Can't Make Up My Mind"                                                                                   | 2003 | 17                            | –                             | –                             | –                             | –                             | –                             | –                             | –                             | –                             | −                             | | Born to Be Free  |
| "Alive"                                                                                                   | 2003 | 70                            | 33                            | –                             | 39                            | –                             | –                             | –                             | –                             | 80                            | −                             | | Born to Be Free  |
| "Another World" (with Tomcraft)                                                                           | 2004 | –                             | 75                            | –                             | 57                            | –                             | –                             | –                             | –                             | –                             | −                             | | Sonique on Kosmo |
| "Why" | 2005 | –                             | –                             | –                             | 90                            | –                             | –                             | –                             | –                             | –                             | −                             | | Sonique on Kosmo |
| "Sleezy"                                                                                                  | 2006 | –                             | –                             | –                             | –                             | –                             | –                             | –                             | –                             | –                             | −                             | | Sonique on Kosmo |
| "Better Than That"                                                                                        | 2009 | –                             | –                             | –                             | –                             | –                             | –                             | –                             | –                             | –                             | −                             | | Sweet Vibrations |
| "World of Change"                                                                                         | 2009 | –                             | –                             | –                             | –                             | –                             | –                             | –                             | –                             | –                             | −                             | | Sweet Vibrations |
| "Only You" (com Paul Morrell)                                                                             | 2010 | –                             | –                             | –                             | –                             | –                             | –                             | –                             | –                             | –                             | −                             | |                  |
| "Don't Give A Damn"                                                                                       | 2010 | –                             | –                             | –                             | –                             | –                             | –                             | –                             | –                             | –                             | −                             | |                  |
| "Givin' It Up" (com Christian Luke)                                                                       | 2010 | –                             | –                             | –                             | –                             | –                             | –                             | –                             | –                             | –                             | −                             | Non-album singles                                                                                  |                  |
| "What You're Doin'" (com Paul Morrell)                                                                    | 2011 | –                             | –                             | –                             | –                             | –                             | –                             | –                             | –                             | –                             | −                             | Non-album singles                                                                                  |                  |
| "Tonight"                                                                                                 | 2011 | –                             | –                             | –                             | –                             | –                             | –                             | –                             | –                             | –                             | −                             | |                  |
| "Carry On" (com Johnny Gerontakis)                                                                        | 2013 | –                             | –                             | –                             | –                             | –                             | –                             | –                             | –                             | –                             | −                             | |                  |
| "Don't Put Me Down"                                                                                       | 2017 | –                             | –                             | –                             | –                             | –                             | –                             | –                             | –                             | –                             | −                             | |                  |
| "Feels So Good" (com Ramiro)                                                                              | 2017 | –                             | –                             | –                             | –                             | –                             | –                             | –                             | –                             | –                             | −                             | |                  |
| "Melody" (com Mauro Picotto)                                                                              | 2018 | –                             | –                             | –                             | –                             | –                             | –                             | –                             | –                             | –                             | −                             | |                  |
| "Shake" (feat. Power of Muzik)                                                                            | 2019 | –                             | –                             | –                             | –                             | –                             | –                             | –                             | –                             | –                             | −                             | |                  |
| "—" denotam canções que não alcançaram colocação nas tabelas musicais ou não foram lançadas naquele país. |      |                               |                               |                               |                               |                               |                               |                               |                               |                               |                               | |                  |

## Prêmios e indicações
| Ano  | Premiação                        | Trabalho           | Categoria                     | Resultado |
| ---- | -------------------------------- | ------------------ | ----------------------------- | --------- |
| 2000 | MTV Europe Music Awards          | "It Feels So Good" | Melhor canção                 | Indicado  |
| 2000 | MTV Europe Music Awards          | Herself            | Best New Act                  | Indicado  |
| 2000 | MTV Europe Music Awards          | Herself            | Melhor canção de Dance        | Indicado  |
| 2000 | MTV Europe Music Awards          | Herself            | Best UK & Ireland Act         | Indicado  |
| 2000 | NME Awards                       | Herself            | Best Dance Act                | Indicado  |
| 2000 | Smash Hits Poll Winners Party    | Herself            | Best Dance/Soul Act           | Indicado  |
| 2000 | Smash Hits Poll Winners Party    | "It Feels So Good" | Best Dance Choon              | Indicado  |
| 2000 | Gravação do Ano                  | "It Feels So Good" | Gravação do Ano               | Indicado  |
| 2001 | BMI Pop Awards                   | "It Feels So Good" | Award-Winning Song            | Venceu    |
| 2001 | Ivor Novello Awards              | "It Feels So Good" | International Hit of the Year | Venceu    |
| 2001 | Ivor Novello Awards              | "It Feels So Good" | Best Selling UK Single        | Indicado  |
| 2001 | Hungarian Music Awards           | Hear My Cry        | Best Foreign Dance Album      | Indicado  |
| 2001 | International Dance Music Awards | Herself            | Best New Dance Artist Solo    | Venceu    |
| 2001 | DanceStar Awards                 | Herself            | DanceStar of the Year         | Venceu    |